# Halecium galeatum
Halecium galeatum is een hydroïdpoliep uit de familie Haleciidae. De poliep komt uit het geslacht Halecium. Halecium galeatum werd in 1937 voor het eerst wetenschappelijk beschreven door Billard. 